# Major Vieira
Major Vieira is een gemeente in de Braziliaanse deelstaat Santa Catarina. De gemeente telt 7.675 inwoners (schatting 2009).

## Aangrenzende gemeenten
De gemeente grenst aan Bela Vista do Toldo, Canoinhas, Monte Castelo, Papanduva, Santa Cecília en Três Barras.

## Verkeer en vervoer
De plaats ligt aan de weg BR-477/SC-477.